# Isochonopsis kergueleni
Isochonopsis, Isochonopsidae
Famille
Genre
Espèce
Isochonopsis kergueleni, unique représentant du genre Isochonopsis et de la famille des Isochonopsidae, est une espèce de Ciliés de l’ordre des Cryptogemmida (classe des Phyllopharyngea).

## Étymologie
Le nom Isochonopsis, se compose du préfixe isochon-, par allusion  au genre Isochona (autre cilié de la famille des Isochonidae), et du suffixe grec -opsis, « qui à l’aspect de ».
L'épithète spécifique kergueleni fait référence au îles Kerguelen où a été découvert ce cilié.

## Description
Isochonopsis kergueleni a une taille petite (< 80 µm) à moyenne (80-200 µm). Sa forme est cylindrique, allongée. Son cône est arrondi, en forme d'entonnoir, aligné avec le long axe principal du corps cellulaire. Le bord du cône est dentelé par des plis flexibles capables de fermer l'ouverture de la région buccale. Le collier est court. Sa ciliation comprend un champ gauche et un champ droit, ce dernier étant subdivisé en une bande supérieure horizontale et une bande inférieure oblique. Il est sessile avec un pédoncule court. Son macronoyau est hétéromère, ellipsoïde. Au moins un micronoyau est présent. Il n’a pas de vacuole contractile. Son cytoprocte est relié par un tube à la surface cellulaire. Son mode d’alimentation n’est pas connu.

## Habitat
Isochonopsis kergueleni vit en milieu marin, sur les appendices dit « péréiopodes » des crustacés copépodes.

## Systématique
Le nom valide complet (avec auteur) de ce taxon est Isochonopsis kergueleni Batisse (d) & Crumeyrolle (d), 1988,.

### Publication originale
- (fr + en) Adrien Batisse et Jean-Baptiste Crumeyrolle, « Sur deux chonotriches nouveaux de l'Archipel Kerguelen (Ciliophora, Chonotrichida) », Comptes Rendus de l'Académie des Sciences, Paris, série III (Sciences de la Vie), vol. 307, no 11,‎ 1988, p. 635-640 (lire en ligne, consulté le 21 août 2024).